# ヘドン (企業)
ヘドン（Heddon）は1902年に設立されたアメリカ合衆国ミシガン州の釣り具メーカー。
ジェームズ・ヘドンによって創設された。

## 概要
1894年、池のほとりで友人を待っていたジェームズ・ヘドンは、退屈のあまり近くに落ちていた木片をカエルの形に削って遊んでいた。
だんだんと飽きてきたジェームズは、そのカエル型に削ったの木片を池に投げ入れたところ、突然ブラックバスが飛び出して咥えていってしまった。
「もしかして、ブラックバスが本物のカエルと勘違いして食べたのか？」ひらめいたジェームズはそこからルアーを自作し、販売することにした（最初はホウキの柄を削って作ったもので、友人のために8個だけ作った）
彼の作ったハンドメイドルアーは瞬く間に釣り人の間で評判になり、ルアーフィッシング時代幕開けのキッカケとなる。
ヘドンは、ジェームス・ヘドン（もともとは養蜂家）によって作られた人工フィッシング・ルアーのブランドで、彼は1890年代後半に初めて木製の人工フィッシング・ルアーを発明したと言われている。
ヘドン社は1902年に設立され、当初はミシガン州ドワジャックのヘドン家の台所で手作りされていたルアーを販売した。1904年にはカナダに販売代理店を持ち、ドワジャックに新しい工場を建設した。1950年までには、ヘドンのブランド名は広く知られるようになった。成長期には、ロッドやリールなどの釣り具も製造していた。当時は日本のオリムピック釣具と関係が深く、へドンルアーの輸入代理店をながく務めていた。その関係からヘドンブランドのロッドやリールのOEM生産も務めていた。
競争の激化を理由に、また収益性の高い時期に会社を辞めたかったこともあり、ヘドン一家は1955年にマーチンソン一家に事業を売却した。それ以来、同社は何度も売却され、最終的には1980年代にEBSCO Industriesの傘下に入った。同社のオリジナル・ルアーの多くは、現在もEBSCO社によってオリジナル名で製造されているが、以下のリストは、同社のカタログに掲載されたルアー名のオリジナル・ランを示している。これらのルアーの多くは、後のオーナーによって復活し、現在も製造されている。例えば、「ラッキー13」、「ザラスプーク」、「メドウマウス」、「リバーラント」などは、発売から1世紀以上経った今でも、釣り人に人気がある。多くのヘドン・ルアーは他の会社によってコピーされ、しばしば法的紛争を避けるために微妙な変更が加えられた。
トップウォータープラグの元祖的存在であり、ブラックバス、ナマズ、マス、ライギョ、トラウト....様々なフィールドで現在も活躍している。

## 略歴
- 1921年　「ザラゴッサ」リリース
- 1925年　「トゥピード」リリース
- 1920年　「ラッキー13」リリース
- 1939年　「ザラスプーク」リリース
- 1940年　「クレージークローラー」リリース